# Стрибки у воду на літніх Олімпійських іграх 2024 — синхронна вишка, 10 метрів (чоловіки)
Змагання з синхронних стрибків у воду з десятиметрової вишки серед чоловіків на літніх Олімпійських іграх 2024 відбудуться 29 липня в Паризькому центрі водних видів спорту. Це буде 7-ма поява цієї дисципліни на Олімпійських іграх. Її проводили на всіх Олімпіадах починаючи з 2000 року.

## Розклад
Вказано центральноєвропейський час (UTC+1)
| Дата          | Час   | Раунд |
| ------------- | ----- | ----- |
| 29 липня 2024 | 15:00 | Фінал |

## Результати
| Місце | Стрибуни                              | Країна                | Фінал       | Фінал       | Фінал       | Фінал       | Фінал       | Фінал       | Фінал  |
| Місце | Стрибуни                              | Країна                | 1-й стрибок | 2-й стрибок | 3-й стрибок | 4-й стрибок | 5-й стрибок | 6-й стрибок | Очки   |
| ----- | ------------------------------------- | --------------------- | ----------- | ----------- | ----------- | ----------- | ----------- | ----------- | ------ |
| 1     | Ян Хао Лянь Цзюньцзє                  | Китай (CHN)           | 56.40       | 57.60       | 85.44       | 95.88       | 91.80       | 103.23      | 490.35 |
| 2     | Том Дейлі Ноа Вільямс                 | Велика Британія (GBR) | 53.40       | 51.60       | 83.52       | 93.96       | 87.72       | 93.24       | 463.44 |
| 3     | Райлен Вайнс Натан Шомбор-Маррей      | Канада (CAN)          | 53.40       | 51.60       | 78.72       | 83.52       | 75.48       | 79.68       | 422.13 |
| 4     | Рандал Вільярс Кевін Берлін           | Мексика (MEX)         | 50.40       | 48.00       | 81.60       | 74.52       | 78.81       | 85.32       | 418.65 |
| 5     | Кірілл Болюх Олексій Середа           | Україна (UKR)         | 48.60       | 48.60       | 76.80       | 76.80       | 74.37       | 87.48       | 412.65 |
| 6     | Кессієл Руссо Домонік Бедгуд          | Австралія (AUS)       | 51.00       | 48.60       | 76.80       | 72.96       | 64.38       | 81.00       | 394.74 |
| 7     | Тімо Бартель Яден Айкерманн Ґреґорчук | Німеччина (GER)       | 49.80       | 47.40       | 74.88       | 66.33       | 61.20       | 64.80       | 364.41 |
| 8     | Ґері Гант Луа Шимчак                  | Франція (FRA)         | 48.00       | 45.00       | 62.10       | 39.60       | 65.28       | 54.60       | 314.58 |